# Malik Joyeux
Malik Joyeux (Moorea, 31 marzo 1980 – Oahu, 2 dicembre 2005) è stato un surfista francese.

## Biografia

### Carriera
Cresciuto nell'isola tropicale di Moorea, nella Polinesia Francese, Joyeux inizia a surfare all'età di 8 anni.
Surfista di onde giganti noto in tutto il mondo, conosciuto da molti come "petit prince" (piccolo principe), il surfista tahitiano suscitò molta attenzione per essere solito affrontare gli insidiosi "barrel" (letteralmente "barili", grossi tubi d'acqua) di Teahupoo, a Tahiti. È stato insignito nel 2003 del titolo "Billabong XXL Tube of the year" per aver affrontato una delle più grandi onde mai surfate nella storia.
Joyeux era uno dei più noti surfisti professionisti tahitiani, e nel 2004 gli fu dedicata la copertina della rivista Surfer Magazine.

### Morte
Il 2 dicembre 2005, Joyeux cadde su un'onda di 8 piedi nel famoso spot di Oahu chiamato Banzai Pipeline. Alcuni testimoni riferirono che la caduta fu provocata dal rallentamento della tavola, il cui nose affondò per un breve tratto, impedendo al surfista di acquisire sufficiente velocità. Malik cercò di recuperare lo slancio, ma ormai era troppo tardi, e la parte superiore dell'onda si abbatté sul surfista scaraventandolo e trascinandolo sott'acqua. La forza dell'onda distrusse la tavola, strappando di netto anche il leash. Non essendo Malik più attaccato alla tavola, le ricerche per tentare di soccorrere Malik si fecero difficoltose, anche per le condizioni del mare, con le grosse onde che arrivavano una dopo l'altra creando difficoltà sempre maggiori. Malik venne ritrovato esanime sulla spiaggia poco distante dal Pipeline dopo 15 minuti e venne riportato a riva per un tentativo di rianimazione, che però fu vano. L'autopsia rivelò che con tutta probabilità la tavola colpì in testa Malik, facendogli perdere conoscenza in balia delle onde.